# Coś pięknego
Coś pięknego (wł. La prima cosa bella) – włoska komedia obyczajowa z 2010 roku w reżyserii Paola Virzìego.

## Fabuła
Livorno na włoskim wybrzeżu, początek lat 70. XX w. Pewnego letniego wieczora w lokalnym konkursie piękności Anna zostaje wybrana „Miss Mamma”. Zaszczytny tytuł nie przynosi jej jednak korzyści. Wręcz przeciwnie. Jej mąż Mario w szale zazdrości wyrzuca ją, wraz z dwójką ich dzieci z mieszkania. Tak zaczyna się pełna przygód odyseja Anny, która prowadzić ją będzie od willi milionerów i planów filmowych przez zaplecza sklepów z powrotem do rodzinnego domu.

## Obsada
- Valerio Mastandrea jako Bruno Michelucci
- Micaela Ramazzotti jako Anna Nigiotti in Michelucci - 1971-1981
- Stefania Sandrelli jako Anna Nigiotti in Michelucci - 2008
- Claudia Pandolfi jako Valeria Michelucci
- Marco Messeri jako Il Nesi
- Fabrizia Sacchi jako Sandra

i inni

## Produkcja
Zdjęcia kręcono w Livorno, Rosignano Marittimo, Pizie i Rzymie.